# Clipper
Clipper – język programowania, który powstał w 1985 roku na podstawie systemu zarządzania bazą danych dBase firmy Ashton-Tate. Clipper operuje na plikach bazy w formacie DBF.

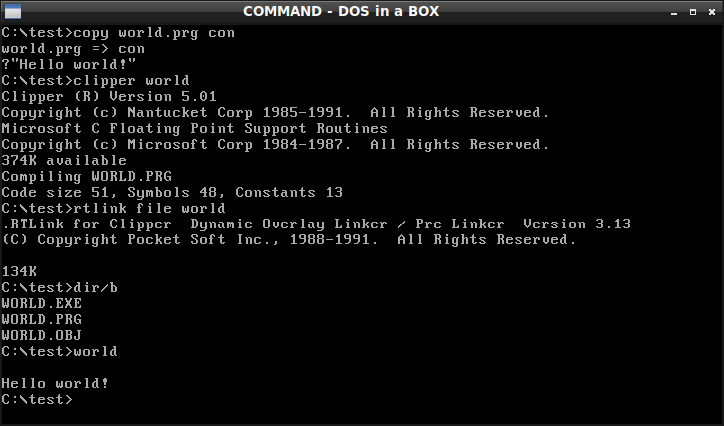
Kompilacja i uruchomienie programu Hello world

Początkowo język rozwijany był przez Nantucket Corporation, pod której kontrolą powstawały kolejne wersje (o ile to możliwe, podano daty głównych plików wykonywalnych):
- Clipper Winter'84 – 25.05.1985
- Clipper Summer'85 – 1985
- Clipper Winter'85 – 29.01.1986
- Clipper Autumn'86 – 31.10.1986
- Clipper Summer'87 – 21.12.1987

W roku 1990 powstała zupełnie nowa wersja języka, która funkcjonalnie była zgodna z Clipperem S'87 natomiast pod względem wewnętrznej architektury był to już zupełnie nowy produkt.
- Clipper 5.00 – 1990
- Clipper 5.01 – 15.04.1991
- Clipper 5.01 Rev.129 – 31.03.1992

Wersja 5.01 była ostatnią (z licznymi poprawkami i błędami) wersją firmy Nantucket. Wkrótce po jej wypuszczeniu Clippera i jego producenta przejął jeden z największych producentów oprogramowania w Ameryce, Computer Associates (CA), który w krótkim czasie wypuścił poprawioną wersję (i poprawkę do niej):
- CA-Clipper 5.01a Rev. 147 – 07.09.1992
- CA-Clipper 5.01a Rev. x147 – 16.10.1992

Następnie, po dwuletnim milczeniu powstała nowa, już całkowicie wyprodukowana przez CA wersja. Wersja 5.2 była wielokrotnie poprawiana. Powszechnie uważa się, że wersja 5.2e jest najlepszą (najstabilniejszą) wersją Clippera.
- CA-Clipper 5.20 – 15.02.1993 05:20
- CA-Clipper 5.2a – 15.03.1993 05:21
- CA-Clipper 5.2b – 10.06.1993 05:22
- CA-Clipper 5.2c – 06.08.1993 05:23
- CA-Clipper 5.2d – 25.03.1994 05:24
- CA-Clipper 5.2e – 07.02.1995 05:25 (wydana 21.03.1995)

Ostatnia wersja Clippera została wydana w 1995 roku. Jest ona bardziej obiektowo zorientowana i ma lepszą obsługę zgodnych z FoxPro indeksów CDX, ale w wersji początkowej była mniej stabilna i zyskała mniejszą popularność wskutek braku współpracy z bibliotekami opracowanymi dla wersji wcześniejszej.
- CA-Clipper 5.30 – 26.06.1995 05:30
- CA-Clipper 5.3a – 20.05.1996 05:31
- CA-Clipper 5.3b – 20.05.1997 05:32

Oficjalnym następcą są CA-Visual Objects. Firma CA zaprzestała produkcji Clippera w drugiej połowie 2000 roku. 22.04.2002 r. GrafXSoft z Florydy, dotychczasowy dystrybutor Clippera, na mocy porozumienia z CA faktycznie przejął Clippera i CA-Visual Objects i prowadzi sprzedaż obu produktów oraz rozwój drugiego z nich.
Obecnie rozwijanych jest kilka wolnych wersji kompilatora Clippera:
- Harbour, wzorowany na ostatniej wersji CA-Clippera z serii 5.2
- xHarbour, bardziej agresywny fork pochodzący od Harbour, również bardziej komercyjnie nastawiony